# 2019-es Formula–1 abu-dzabi nagydíj
Az abu-dzabi nagydíj volt a 2019-es Formula–1 világbajnokság huszonegyedik, egyben utolsó futama, amelyet 2019. november 29. és december 1. között rendeztek meg a Yas Marina Circuit-en, Abu-Dzabiban.

## Választható keverékek
| Abroncs              | Friss | Használt |
| -------------------- | ----- | -------- |
| Kemény keverék (C3)  |       |          |
| Közepes keverék (C4) |       |          |
| Lágy keverék (C5)    |       |          |
| Átmeneti esőgumi (I) |       |          |
| Teljes esőgumi (W)   |       |          |

## Szabadedzések

### Első szabadedzés
Az abu-dzabi nagydíj első szabadedzését november 29-én, pénteken délután tartották, magyar idő szerint 10:00-tól.
| helyezés | versenyző          | csapat/motor          | elért idő | különbség | futott kör |
| -------- | ------------------ | --------------------- | --------- | --------- | ---------- |
| 1        | Valtteri Bottas    | Mercedes              | 1:36,957  | −         | 23         |
| 2        | Max Verstappen     | Red Bull-Honda        | 1:37,492  | +0,535    | 22         |
| 3        | Lewis Hamilton     | Mercedes              | 1:37,591  | +0,634    | 20         |
| 4        | Alexander Albon    | Red Bull-Honda        | 1:38,084  | +1,127    | 23         |
| 5        | Sebastian Vettel   | Ferrari               | 1:38,906  | +1,949    | 19         |
| 6        | Romain Grosjean    | Haas-Ferrari          | 1:39,146  | +2,189    | 18         |
| 7        | Charles Leclerc    | Ferrari               | 1:39,249  | +2,292    | 18         |
| 8        | Kevin Magnussen    | Haas-Ferrari          | 1:39,350  | +2,393    | 19         |
| 9        | Antonio Giovinazzi | Alfa Romeo-Ferrari    | 1:39,423  | +2,466    | 20         |
| 10       | Nico Hülkenberg    | Renault               | 1:39,505  | +2,548    | 22         |
| 11       | Lando Norris       | McLaren-Renault       | 1:39,628  | +2,671    | 18         |
| 12       | Lance Stroll       | Racing Point-Mercedes | 1:39,864  | +2,907    | 23         |
| 13       | Kimi Räikkönen     | Alfa Romeo-Ferrari    | 1:39,888  | +2,931    | 17         |
| 14       | Sergio Pérez       | Racing Point-Mercedes | 1:39,901  | +2,944    | 17         |
| 15       | Danyiil Kvjat      | Toro Rosso-Honda      | 1:39,969  | +3,012    | 20         |
| 16       | Pierre Gasly       | Toro Rosso-Honda      | 1:40,401  | +3,444    | 17         |
| 17       | Carlos Sainz Jr.   | McLaren-Renault       | 1:40,687  | +3,730    | 23         |
| 18       | Robert Kubica      | Williams-Mercedes     | 1:40,792  | +3,835    | 21         |
| 19       | Daniel Ricciardo   | Renault               | 1:40,850  | +3,893    | 12         |
| 20       | George Russell     | Williams-Mercedes     | 1:41,362  | +4,405    | 24         |

### Második szabadedzés
Az abu-dzabi nagydíj második szabadedzését november 29-én, pénteken este tartották, magyar idő szerint 14:00-tól.
| helyezés | versenyző          | csapat/motor          | elért idő | különbség | futott kör |
| -------- | ------------------ | --------------------- | --------- | --------- | ---------- |
| 1        | Valtteri Bottas    | Mercedes              | 1:36,256  | −         | 29         |
| 2        | Lewis Hamilton     | Mercedes              | 1:36,566  | +0,310    | 33         |
| 3        | Charles Leclerc    | Ferrari               | 1:36,642  | +0,386    | 30         |
| 4        | Sebastian Vettel   | Ferrari               | 1:36,691  | +0,435    | 28         |
| 5        | Max Verstappen     | Red Bull-Honda        | 1:36,807  | +0,551    | 30         |
| 6        | Alexander Albon    | Red Bull-Honda        | 1:37,288  | +1,032    | 30         |
| 7        | Romain Grosjean    | Haas-Ferrari          | 1:37,601  | +1,345    | 17         |
| 8        | Sergio Pérez       | Racing Point-Mercedes | 1:37,637  | +1,381    | 32         |
| 9        | Danyiil Kvjat      | Toro Rosso-Honda      | 1:37,651  | +1,395    | 34         |
| 10       | Pierre Gasly       | Toro Rosso-Honda      | 1:37,770  | +1,514    | 36         |
| 11       | Carlos Sainz Jr.   | McLaren-Renault       | 1:37,834  | +1,578    | 32         |
| 12       | Lando Norris       | McLaren-Renault       | 1:37,918  | +1,662    | 32         |
| 13       | Lance Stroll       | Racing Point-Mercedes | 1:37,985  | +1,729    | 32         |
| 14       | Kevin Magnussen    | Haas-Ferrari          | 1:38,080  | +1,824    | 31         |
| 15       | Nico Hülkenberg    | Renault               | 1:38,122  | +1,866    | 29         |
| 16       | Daniel Ricciardo   | Renault               | 1:38,400  | +2,144    | 26         |
| 17       | Kimi Räikkönen     | Alfa Romeo-Ferrari    | 1:38,415  | +2,159    | 30         |
| 18       | Antonio Giovinazzi | Alfa Romeo-Ferrari    | 1:38,464  | +2,208    | 32         |
| 19       | George Russell     | Williams-Mercedes     | 1:39,512  | +3,256    | 32         |
| 20       | Robert Kubica      | Williams-Mercedes     | 1:40,455  | +4,199    | 32         |

### Harmadik szabadedzés
Az abu-dzabi nagydíj harmadik szabadedzését november 30-án, szombaton délután tartották, magyar idő szerint 11:00-tól.
| helyezés | versenyző          | csapat/motor          | elért idő | különbség | futott kör |
| -------- | ------------------ | --------------------- | --------- | --------- | ---------- |
| 1        | Max Verstappen     | Red Bull-Honda        | 1:36,566  | −         | 14         |
| 2        | Lewis Hamilton     | Mercedes              | 1:36,640  | +0,074    | 17         |
| 3        | Valtteri Bottas    | Mercedes              | 1:36,655  | +0,089    | 16         |
| 4        | Alexander Albon    | Red Bull-Honda        | 1:36,927  | +0,361    | 17         |
| 5        | Sebastian Vettel   | Ferrari               | 1:36,975  | +0,409    | 14         |
| 6        | Charles Leclerc    | Ferrari               | 1:37,010  | +0,444    | 15         |
| 7        | Sergio Pérez       | Racing Point-Mercedes | 1:37,516  | +0,950    | 15         |
| 8        | Daniel Ricciardo   | Renault               | 1:37,615  | +1,049    | 13         |
| 9        | Carlos Sainz Jr.   | McLaren-Renault       | 1:37,691  | +1,125    | 21         |
| 10       | Pierre Gasly       | Toro Rosso-Honda      | 1:37,736  | +1,170    | 16         |
| 11       | Romain Grosjean    | Haas-Ferrari          | 1:37,768  | +1,202    | 11         |
| 12       | Danyiil Kvjat      | Toro Rosso-Honda      | 1:37,963  | +1,397    | 17         |
| 13       | Lando Norris       | McLaren-Renault       | 1:38,100  | +1,534    | 17         |
| 14       | Kevin Magnussen    | Haas-Ferrari          | 1:38,198  | +1,632    | 11         |
| 15       | Lance Stroll       | Racing Point-Mercedes | 1:38,462  | +1,896    | 15         |
| 16       | Kimi Räikkönen     | Alfa Romeo-Ferrari    | 1:38,514  | +1,948    | 20         |
| 17       | Nico Hülkenberg    | Renault               | 1:38,580  | +2,014    | 13         |
| 18       | Antonio Giovinazzi | Alfa Romeo-Ferrari    | 1:38,782  | +2,216    | 17         |
| 19       | George Russell     | Williams-Mercedes     | 1:39,206  | +2,640    | 15         |
| 20       | Robert Kubica      | Williams-Mercedes     | 1:39,859  | +3,293    | 16         |

## Időmérő edzés
Az abu-dzabi nagydíj időmérő edzését november 30-án, szombaton este futották, magyar idő szerint 14:00-tól.
| helyezés              | rajtszám | versenyző          | csapat/motor          | 1. rész  | 2. rész  | 3. rész  | rajthely | futott kör |
| --------------------- | -------- | ------------------ | --------------------- | -------- | -------- | -------- | -------- | ---------- |
| 1                     | 44       | Lewis Hamilton     | Mercedes              | 1:35,851 | 1:35,634 | 1:34,779 | 1        | 19         |
| 2                     | 77       | Valtteri Bottas    | Mercedes              | 1:36,200 | 1:35,674 | 1:34,973 | 20[1]    | 16         |
| 3                     | 33       | Max Verstappen     | Red Bull-Honda        | 1:36,390 | 1:36,275 | 1:35,139 | 2        | 16         |
| 4                     | 16       | Charles Leclerc    | Ferrari               | 1:36,478 | 1:35,543 | 1:35,219 | 3        | 16         |
| 5                     | 5        | Sebastian Vettel   | Ferrari               | 1:36,963 | 1:35,786 | 1:35,339 | 4        | 16         |
| 6                     | 23       | Alexander Albon    | Red Bull-Honda        | 1:36,102 | 1:36,718 | 1:35,682 | 5        | 21         |
| 7                     | 4        | Lando Norris       | McLaren-Renault       | 1:37,545 | 1:36,764 | 1:36,436 | 6        | 17         |
| 8                     | 3        | Daniel Ricciardo   | Renault               | 1:37,106 | 1:36,785 | 1:36,456 | 7        | 15         |
| 9                     | 55       | Carlos Sainz Jr.   | McLaren-Renault       | 1:37,358 | 1:36,308 | 1:36,459 | 8        | 17         |
| 10                    | 27       | Nico Hülkenberg    | Renault               | 1:37,506 | 1:36,859 | 1:36,710 | 9        | 18         |
| 11                    | 11       | Sergio Pérez       | Racing Point-Mercedes | 1:36,961 | 1:37,055 |          | 10       | 13         |
| 12                    | 10       | Pierre Gasly       | Toro Rosso-Honda      | 1:37,198 | 1:37,089 |          | 11       | 12         |
| 13                    | 18       | Lance Stroll       | Racing Point-Mercedes | 1:37,528 | 1:37,103 |          | 12       | 14         |
| 14                    | 26       | Danyiil Kvjat      | Toro Rosso-Honda      | 1:37,683 | 1:37,141 |          | 13       | 12         |
| 15                    | 20       | Kevin Magnussen    | Haas-Ferrari          | 1:37,710 | 1:37,254 |          | 14       | 14         |
| 16                    | 8        | Romain Grosjean    | Haas-Ferrari          | 1:38,051 |          |          | 15       | 8          |
| 17                    | 99       | Antonio Giovinazzi | Alfa Romeo-Ferrari    | 1:38,114 |          |          | 16       | 6          |
| 18                    | 7        | Kimi Räikkönen     | Alfa Romeo-Ferrari    | 1:38,383 |          |          | 17       | 6          |
| 19                    | 63       | George Russell     | Williams-Mercedes     | 1:38,717 |          |          | 18       | 8          |
| 20                    | 88       | Robert Kubica      | Williams-Mercedes     | 1:39,236 |          |          | 19       | 6          |
| 107%-os idő: 1:42,561 |          |                    |                       |          |          |          |          |            |

Megjegyzés:
- ↑ 1:  — Valtteri Bottas autójában belsőégésű motort (kétszer), turbófeltöltőt és MGU-H-t cseréltek, ezért a rajtrács végére sorolták hátra.[3]

## Futam
Az abu-dzabi nagydíj futama december 1-jén, vasárnap este rajtolt, magyar idő szerint 14:10-kor.
| helyezés | rajtszám | versenyző          | csapat/motor          | futott kör | idő/kiesés oka   | rajthely | abroncs | pont  |
| -------- | -------- | ------------------ | --------------------- | ---------- | ---------------- | -------- | ------- | ----- |
| 1        | 44       | Lewis Hamilton     | Mercedes              | 55         | 1:34:05,715      | 1        |         | 26[2] |
| 2        | 33       | Max Verstappen     | Red Bull-Honda        | 55         | +16,772          | 2        |         | 18    |
| 3        | 16       | Charles Leclerc    | Ferrari               | 55         | +43,435          | 3        |         | 15    |
| 4        | 77       | Valtteri Bottas    | Mercedes              | 55         | +44,379          | 20       |         | 12    |
| 5        | 5        | Sebastian Vettel   | Ferrari               | 55         | +1:04,357        | 4        |         | 10    |
| 6        | 23       | Alexander Albon    | Red Bull-Honda        | 55         | +1:09,205        | 5        |         | 8     |
| 7        | 11       | Sergio Pérez       | Racing Point-Mercedes | 54         | +1 kör           | 10       |         | 6     |
| 8        | 4        | Lando Norris       | McLaren-Renault       | 54         | +1 kör           | 6        |         | 4     |
| 9        | 26       | Danyiil Kvjat      | Toro Rosso-Honda      | 54         | +1 kör           | 13       |         | 2     |
| 10       | 55       | Carlos Sainz Jr.   | McLaren-Renault       | 54         | +1 kör           | 8        |         | 1     |
| 11       | 3        | Daniel Ricciardo   | Renault               | 54         | +1 kör           | 7        |         |       |
| 12       | 27       | Nico Hülkenberg    | Renault               | 54         | +1 kör           | 9        |         |       |
| 13       | 7        | Kimi Räikkönen     | Alfa Romeo-Ferrari    | 54         | +1 kör           | 17       |         |       |
| 14       | 20       | Kevin Magnussen    | Haas-Ferrari          | 54         | +1 kör           | 14       |         |       |
| 15       | 8        | Romain Grosjean    | Haas-Ferrari          | 54         | +1 kör           | 15       |         |       |
| 16       | 99       | Antonio Giovinazzi | Alfa Romeo-Ferrari    | 54         | +1 kör           | 16       |         |       |
| 17       | 63       | George Russell     | Williams-Mercedes     | 54         | +1 kör           | 18       |         |       |
| 18       | 10       | Pierre Gasly       | Toro Rosso-Honda      | 53         | +2 kör           | 11       |         |       |
| 19       | 88       | Robert Kubica      | Williams-Mercedes     | 53         | +2 kör           | 19       |         |       |
| ki       | 18       | Lance Stroll       | Racing Point-Mercedes | 45         | baleseti sérülés | 12       |         |       |

Megjegyzés:
- ↑ 2:  — Lewis Hamilton a helyezéséért járó pontok mellett a versenyben futott leggyorsabb körért további 1 pontot szerzett.

## A világbajnokság állása a verseny után (a világbajnokság végeredménye)
| H   | Versenyzők       | Pont | H   | Konstruktőrök             | Pont |
| --- | ---------------- | ---- | --- | ------------------------- | ---- |
| 1.  | Lewis Hamilton   | 413  | 1.  | Mercedes                  | 739  |
| 2.  | Valtteri Bottas  | 326  | 2.  | Ferrari                   | 504  |
| 3.  | Max Verstappen   | 278  | 3.  | Red Bull-Honda            | 417  |
| 4.  | Charles Leclerc  | 264  | 4.  | McLaren-Renault           | 145  |
| 5.  | Sebastian Vettel | 240  | 5.  | Renault                   | 91   |
| 6.  | Carlos Sainz Jr. | 96   | 6.  | Toro Rosso-Honda          | 85   |
| 7.  | Pierre Gasly     | 95   | 7.  | Racing Point-BWT Mercedes | 73   |
| 8.  | Alexander Albon  | 92   | 8.  | Alfa Romeo-Ferrari        | 57   |
| 9.  | Daniel Ricciardo | 54   | 9.  | Haas-Ferrari              | 28   |
| 10. | Sergio Pérez     | 52   | 10. | Williams-Mercedes         | 1    |

(A teljes táblázat)

## Statisztikák
- Vezető helyen:
  - Lewis Hamilton: 55 kör (1-55)
- Lewis Hamilton 88. pole-pozíciója, 84. futamgyőzelme és 47. versenyben futott leggyorsabb köre, ezzel pedig 15. mesterhármasa és 6. Grand Cheleme.
- A Mercedes 102. futamgyőzelme.
- Lewis Hamilton 151., Max Verstappen 31., Charles Leclerc 10. dobogós helyezése.
- Lewis Hamilton 250. nagydíja.[5]
- Nico Hülkenberg és Robert Kubica utolsó Formula–1-es nagydíja.[6]
- 1963 óta első alkalommal fordult elő, hogy egy Formula–1-es futamot (szezonzárót) decemberben rendezzenek meg.